# 那賀消防組合
那賀消防組合（ながしょうぼうくみあい）は和歌山県岩出市、紀の川市の2市により組織される一部事務組合（消防組合）である。消防本部は岩出市に置かれている。

## 概要
- 消防本部：和歌山県岩出市中迫154
- 管内面積：266.74km2
- 職員定数：130人
- 消防署3カ所
- 主力機械（2009年4月1日現在）
  - 普通消防ポンプ自動車：3
  - 水槽付消防ポンプ自動車：3
  - はしご付消防自動車：1
  - 救急自動車：6
  - 指揮車：1
  - 電源・照明車：1
  - 救助工作車：1
  - 小型動力ポンプ：3
  - 広報車：3
  - 資機材搬送車：3
  - 防災指導車：1
  - 起震車：1
  - その他車両：1

## 沿革
- 1974年11月15日 – 那賀消防組合が発足。
- 1975年10月1日 – 業務を開始。

## 消防署

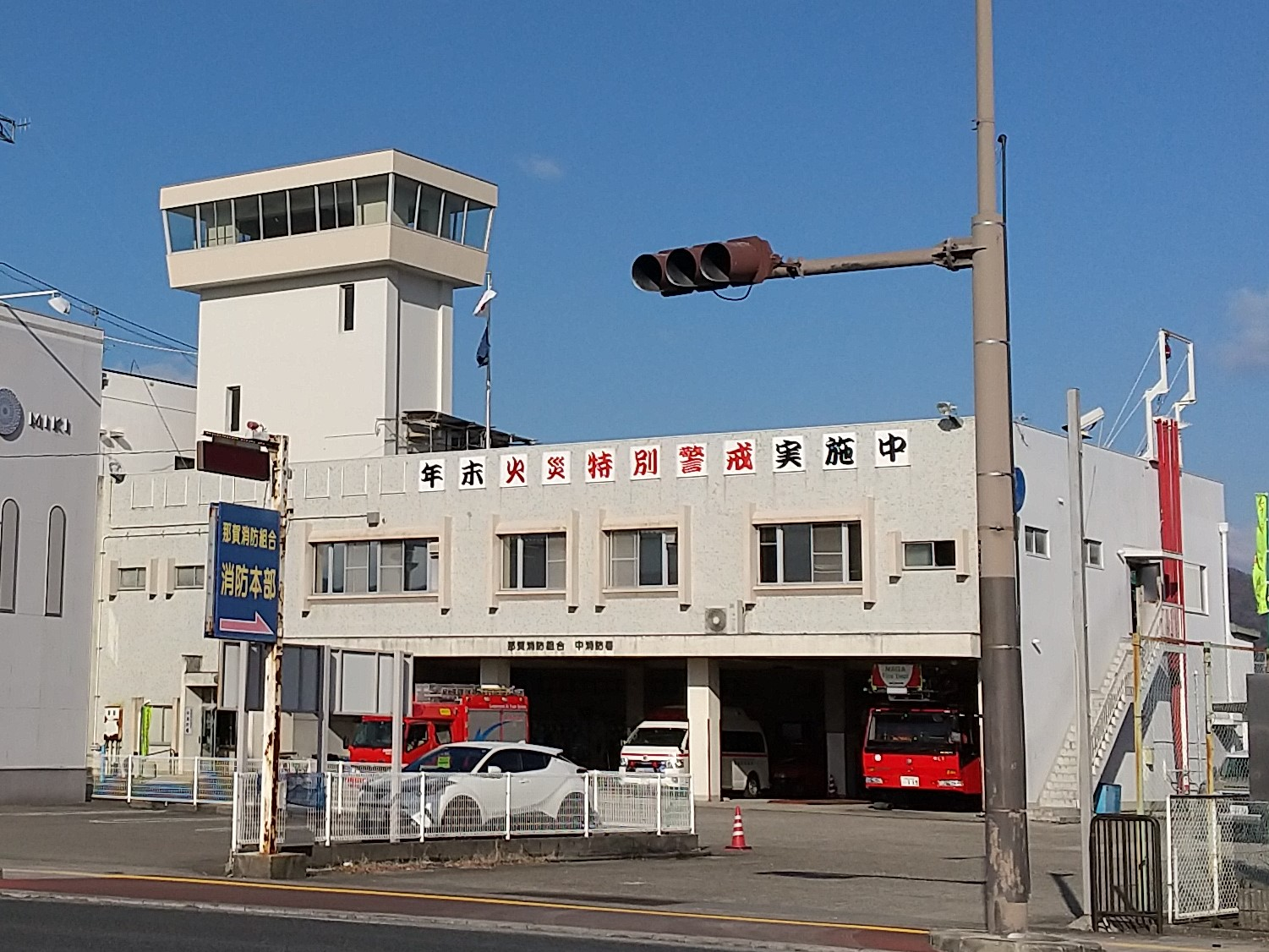
中消防署

| 消防署   | 住所                  |
| -------- | --------------------- |
| 中消防署 | 岩出市中迫154         |
| 東消防署 | 紀の川市粉河971       |
| 南消防署 | 紀の川市桃山町調月327 |